# Батман (филм, 1989)
Вижте пояснителната страница за други значения на Батман.
„Батман“ (на английски: Batman) е филм от 1989 г., базиран на едноименния герой на Ди Си Комикс, създаден от Боб Кейн и Бил Фингър. Режисирана от Тим Бъртън, това е първата част от поредицата филми за Батман на Уорнър Брос. Филмът е продуциран от Джон Питърс и Питър Гюбър, а в ролите са Джак Никълсън, Майкъл Кийтън, Ким Бейсингър, Робърт Ул, Пат Хингъл, Били Дий Уилямс, Майкъл Гоф и Джак Паланс. Историята се развива в началото на войната на главния герой срещу престъпността и описва конфликта с най-големия му враг Жокера.
След като Бъртън е нает за режисьор през 1986 г., Стив Енгълхарт и Джули Хиксън пишат чернови на сценария, преди Сам Хам да напише първия сценарий. Батман получава зелена светлина едва след успеха на Бийтълджус на Бъртън (1988). Тонът и темите на филма са частично повлияни от комиксите Убийствена шега на Алън Мур и Браян Боланд и Батман: Черният рицар се завръща на Франк Милър.
Множество водещи актьори са разгледани за ролята на Батман, преди Кийтън да е избран. Кастингът на Кийтън е противоречив, тъй като до 1988 г. той е комедиен актьор и много наблюдатели изразяват съмнение, че той може да изиграе сериозна роля. Никълсън приема ролята на Жокера при строги условия.
Снимките се провеждат в Пайнууд Студиос от октомври 1988 г. до януари 1989 г. Бюджетът се покачва от 30 милиона долара на 48 милиона долара, докато стачката на Гилдията на американските сценаристи през 1988 г. принуждава Хам да напусне. Уорън Скаарън пренаписва сценария съвместно с Чарлс Маккюън и Джонатан Джемс (последните двама не са кредитирани).
Батман е както критично, така и финансово успешен, печелейки над 400 милиона долара в боксофиса. Критиците и публиката особено хвалят изпълненията на Никълсън и Кийтън, режисурата на Бъртън, дизайна на продукцията и музиката на Елфман. Това е петият най-касов филм в историята към момента на излизането му. Филмът получава няколко номинации от награда Сатурн и номинация за Златен глобус за изпълнението на Никълсън и печели наградата на Академията за най-добра художествена режисура. Успехът на филма води до разработването на също така успешния Батман: Анимационният сериал (1992–1995), който от своя страна поставя началото на Анимационната вселена на ДиСи от спин-оф медии и повлиява на съвременните холивудски техники за маркетинг и развитие на филмовия жанр за супергерои. Филмът е последван от три продължения: Батман се завръща (1992), като Бъртън и Кийтън се завръщат; Батман завинаги (1995), в който Вал Килмър изпълнява главната роля; и Батман и Робин (1997), в който Джордж Клуни е в ролята на Батман.

## Актьорски състав
- Джак Никълсън – Джак Нейпиър / Жокера
- Майкъл Кийтън – Брус Уейн / Батман
- Ким Бейсингър – Виктория „Вики“ Вейл

## Комиксово продължение
През март 2016 г. художникът Джо Киньонес разкрива няколко арт дизайна, които той и писателката Кейт Лет са създали с цел да ги покажат на ДиСи Комикс и да започнат работа по продължение във вселената на филма. Идеята им, която не бива одобрена, е щяла да включва трансформацията на Харви Дент в Двуликия и появата на Батгърл в история, развиваща се след събитията на „Батман се завръща“. През 2021 г. ДиСи обявява, че ще пусне комиксово продължение на филма. Писател ще е Сам Хам, а художник ще е Джо Киньонес. Ще се развива след „Батман се завръща“, ще покаже завръщането на Жената-котка, ще бъде представен нов Робин и ще покаже превръщането на Дент в Двуликия.